# Villa Yacanto
Villa Yacanto (más conocida simplemente como Yacanto o Yacanto de Calamuchita) es una localidad y municipio del departamento de Calamuchita, en la provincia de Córdoba, República Argentina.
Se encuentra sobre el faldeo oriental de las sierras Grandes, en el Valle de Calamuchita a 1.300 m s. n. m., a 130 km de la capital provincial, y a la que se puede acceder luego de recorrer los 25 km de asfalto que la separan de la ciudad de Santa Rosa de Calamuchita, por la  RP S-228 , o los 23 km de ripio de la  RP S-273 , desde la localidad de Athos Pampa.

## Historia
La historia de Yacanto, se inicia hacia finales de 1500, cuando las tierras ocupadas por Comechingones, fueron entregadas en merced al General Manuel Fonseca de Contreras, y que luego de una serie de traspasos, fueron adquiridas por la Compañía de Jesús para formar parte de la estancia más grande de todas las estancias jesuíticas de la provincia: la Estancia de San Ignacio. Luego de que los Jesuitas, fueran expulsados, el Doctor Dalmacio Vélez Sarsfield, hace mensura de los terrenos. Así, hacia mediados del S. XIX, es designada como Villa Yacanto de Calamuchita (para diferenciarla de su homónima en el Valle de San Javier), iniciando su proceso de urbanización.

Hacia finales del siglo, se inicia un proceso de forestación de la región, lo que implicó el crecimiento exponencial no solo en la localidad, sino en todos los alrededores, en lo referido a población. Así nacen localidades como San Miguel de los Ríos, Intiyaco, Atos Pampa, Villa Alpina, La Cumbrecita, y parajes como Tres árboles, etc.

Así, la actividad turística no tardó en iniciarse como una opción más, para el esparcimiento y el descanso, amén de ser el punto de partida para las expediciones que tienen como punto final hacer cumbre del cerro más alto de la provincia: el cerro Champaquí.

## Geografía

### Ubicación

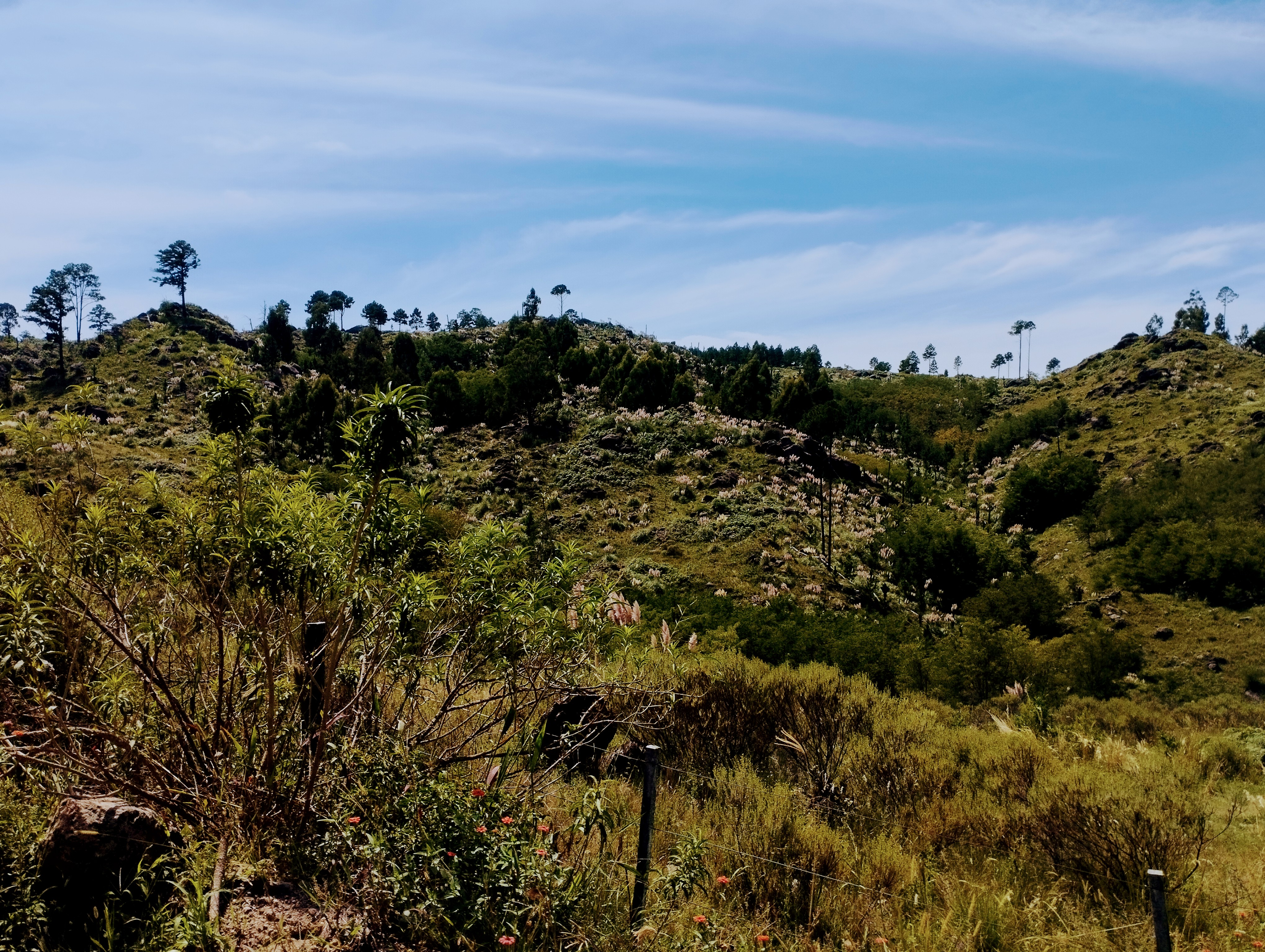
Villa Yacanto

Se levanta en los faldeos de las sierras de los Comechingones, ramal sur de las Sierras Grandes, con su cumbre, el Cerro Champaquí, de 2.885 m s. n. m. (el más elevado de la provincia), a 42 km, llegándose por el camino del cerro Los Linderos.

### Flora
La flora está representada por el «Bosque chaqueño empobrecido», vegetación de leñosas como: algarrobo blanco y negro (Prosopis alba, Prosopis nigra), quebracho blanco, mistol, itín, tintinaco, tala, brea, garabato, sombra de toro, piquillín entre otras.
Existen reforestaciones desde la década de 1970 de cedro, pino ponderosa, pino eliotis, eucalipto y algunas otras especies exóticas, adaptables al suelo y clima del lugar. especies.

### Fauna

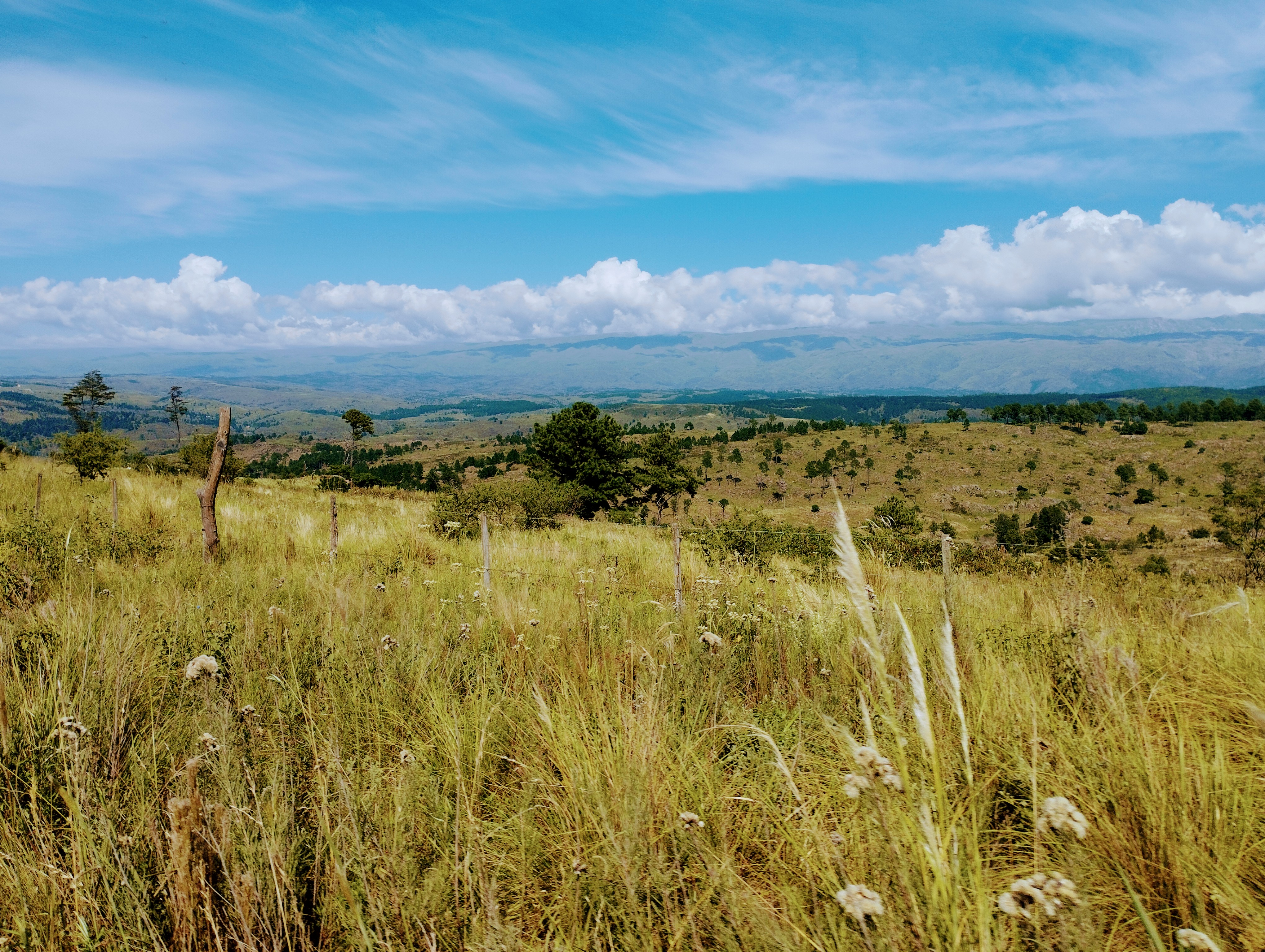
Villa Yacanto

Además de la típica fauna doméstica (perros, sobre todo) y de corral (gallos y gallinas, cabras, caballos), en la zona urbana pueden observarse palomas (en especial la de alas moteadas), zorzales colorados y chiguancos, horneros, cotorras, benteveos, chiricotes (su canto sonoro se oye especialmente por las mañanas), pirinchos, colibríes comunes, teros, golondrinas negras y pardas, ratonas comunes, carpinteros reales, jilgueros dorados, cabecitas negras, y seguramente otros más. 
En las áreas rurales también se encuentran zorro, liebre, tucotuco, comadreja, armadillo, escuerzo, perdiz, zorrino, pato criollo,  jote, lechuza, halcón peregrino y el jaguar, casi exterminado a fines del siglo XIX, en las áreas más apartadas se encuentran pumas. Ocasionalmente se avistan cóndores.

### Población
El censo de población 2008 determinó que en el ejido municipal -incluyendo el área rural- había 1.612 pobladores, lo cual representa un incremento del 161% en relación con el censo provincial anterior, de 1996, cuando se contaron 617 moradores. Esto representaba un ritmo de crecimiento del 13% anual, el tercero más elevado de la provincia. En 2010 solamente el área urbana tenía una población de 1634 habitantes (Indec, 2010), la cual se incrementó en la década siguiente. 
En la década de 2020, Villa Yacanto cuenta con aproximadamente 4000 habitantes permanentes, y se ha convertido en uno de los destinos turísticos más importantes del Valle de Calamuchita.

### Lugares de interés
- Plaza de Los Niños
- Reloj de Villa Yacanto
- Jesús de los Linderos
- Puente Blanco
- Reserva Natural Cajones Verdes de El Durazno

### Sismicidad
La sismicidad de la región de Córdoba es frecuente y de intensidad baja, y un silencio sísmico de terremotos medios a graves cada 30 años en áreas aleatorias. Sus últimas expresiones se produjeron:
- 22 de septiembre de 1908 (116 años), a las 17.00 UTC-3, con 6,5 Richter, escala de Mercalli VII; ubicación 30°30′0″S 64°30′0″O / -30.50000, -64.50000; profundidad: 100 km; produjo daños en Deán Funes, Cruz del Eje y Soto, provincia de Córdoba, y en el sur de las provincias de Santiago del Estero, La Rioja y Catamarca[5]

- 16 de enero de 1947 (78 años), a las 2.37 UTC-3, con una magnitud aproximadamente de 5,5 en la escala de Richter (terremoto de Córdoba de 1947)[4]

- 28 de marzo de 1955 (70 años), a las 6.20 UTC-3 con 6,9 Richter: además de la gravedad física del fenómeno se unió el desconocimiento absoluto de la población a estos eventos recurrentes (terremoto de Villa Giardino de 1955)

- 7 de septiembre de 2004 (20 años), a las 8.53 UTC-3 con 4,1 Richter

- 25 de diciembre de 2009 (15 años), a las 21.42 UTC-3 con 4,0 Richter